# چارلز ال. مک‌ناری
چارلز لینزا مک‌ناری (به انگلیسی: Charles Linza McNary) سناتور سابق عضو حزب جمهوری‌خواه ایالات متحده آمریکا بود. وی در سال ۱۹۱۷ تا ۱۹۱۸ و ۱۹۱۸ تا ۱۹۴۴ میلادی سناتور ایالت اورگن در سنای ایالات متحده آمریکا بود.